# Jutta Limbach
Jutta Limbach (Neukölln, Berlín, 27 de marzo de 1934-Berlín, 10 de septiembre de 2016) fue una política y jurista alemana.

## Biografía
Nació en 1934 en Neukölln, barrio de Berlín, ciudad en la que se doctoró en leyes en 1966 en la Universidad Libre de Berlín. En 1971 cumplió los requisitos del sistema educativo alemán pasa ser designada profesora, cargo que comenzaría a ejercer un año después en la misma universidad donde se doctoró. Miembro del Partido Socialdemócrata de Alemania, entre 1987 y 1989 fue miembro de un consejo consultivo en el Ministerio Federal de Familia, Tercera Edad, Mujeres y Juventud de Alemania. Entre 1989 y 1994 formó parte del equipo de la alcaldía de Berlín, encabezada por Walter Momper, como concejala de Justicia.
En 1994 fue designada vicepresidenta del Tribunal Constitucional de Alemania, ocupando poco después la presidencia en sucesión a Roman Herzog, con lo que se convirtió en la primera mujer que presidía esta institución. Dejó el puesto en 2002 para ocupar la presidencia del Instituto Goethe, cargo que desempeñó hasta 2008. En 2004 su nombre sonó como posible sucesora de Johannes Rau en la presidencia de Alemania. Fue miembro del comité encargado del Premio de la Paz del Comercio Librero Alemán. En 2005 recibió la medalla Louise Schroeder.

## Comisión de Limbach sobre arte nazi
Desde 2003, Limbach encabezó la llamada Comisión Limbach ( Comisión Asesora sobre la devolución de bienes culturales incautados como resultado de la persecución nazi, especialmente de propiedad judía), un panel convocado por el gobierno alemán para dar recomendaciones sobre reclamos de restitución con respecto a obras de arte robadas o compradas bajo coacción por los nazis; Las decisiones del panel no son legalmente vinculantes, pero están destinadas a ser una forma de mediación en disputas sobre la procedencia.Los ocho miembros de la comisión están a cargo de los gobiernos federal, estatal y local de Alemania de ayudar a devolver el arte robado por los nazis a sus legítimos propietarios reunidos por primera vez. En 2014, se pidió a la Comisión Limbach que asesorara sobre una docena de casos de restitución.